# 世界スヌーカー選手権

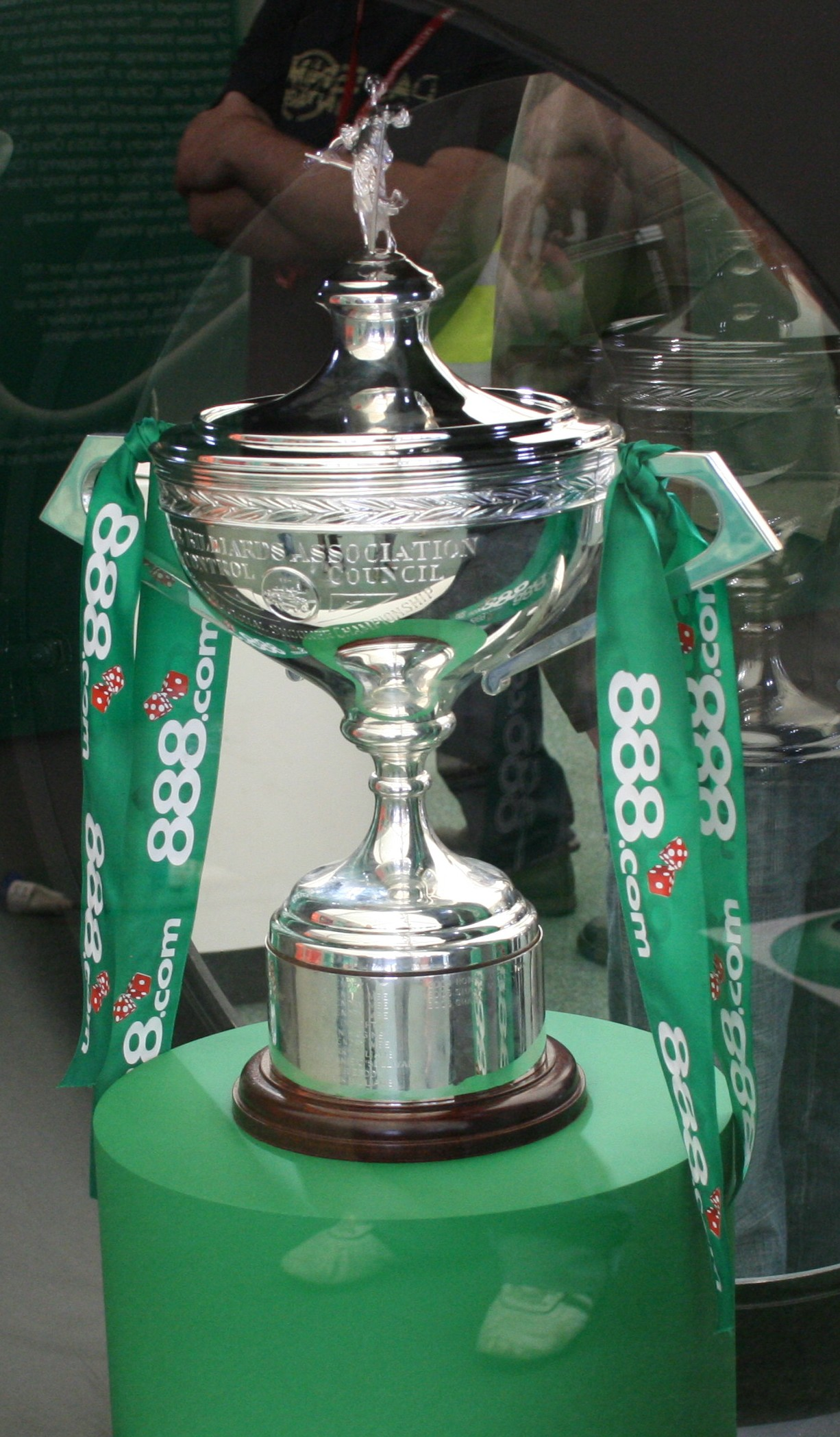
優勝トロフィー

世界スヌーカー選手権（せかいスヌーカーせんしゅけん、World Snooker Championship）は、ビリヤードの一種であるスヌーカーの世界選手権大会。UKチャンピオンシップ・マスターズと並びスヌーカー三大大会と呼ばれている。

## 概要
1927年初開催と古い歴史を誇るが、現在のトーナメント方式となったのは1969年から。基本的に9月頃に開幕し5月頃閉幕するプロスヌーカーのシーズンの最後を飾るイベントであり、毎年4月～5月にかけて行われる。開催地は1977年以降はイングランド・シェフィールドのクルーシブル劇場に定着している。優勝賞金は2023年現在50万ポンドにも上り、権威・賞金・ランキングポイントともにスヌーカー界では最高のタイトルとされる。また通常の賞金以外に、いわゆるMaximam Breakを達成すると14万7千ポンド、Highest Breakの達成者に1万ポンドが与えられる（どちらも同点で複数のプレイヤーが並んだ場合は等分）。
1976年よりイギリスのタバコブランドであるエンバシーが冠スポンサーを務めていたが、欧州におけるたばこ広告規制の強化に伴いタバコ会社が冠スポンサーを務めることができなくなったため、2006年から2008年まではオンラインカジノを運営する「888.com」（カッサバ エンタープライズ傘下）が冠スポンサーを務めていた。2022年以降はCazooが冠スポンサーが勤めている。
イギリス国内では高い人気を誇るスヌーカーの中でも最高峰イベントということもあり、大会の模様は英国放送協会（BBC）が連日生中継を行っている。

## 歴史
第一回大会はプロフェッショナルスヌーカーチャンピオンシップという名称で1927年に開催。1935年より舞台をサーストンホールに移す。この時代はすべてジョー・デイビスが独占的に優勝。しかし戦時の中断を経て1946年再開。しかし1952年、Professional Billiards Players'Association（PBPA）とBilliards Association and Control Council（BACC）で論議が勃発し、PBPAの選手はボイコット。PBPAは同年独自の世界プロマッチプレー選手権を立ち上げる。1964年から4年間は挑戦手合制のタイトル戦に変更。1969年以降はノックアウト制が復活。1977年から会場をシェフィールドに移転。1982年から現行の32名による本戦で行っている。

## 過去の優勝者
- 1927年：ジョー・デイビス（英語版）
- 1928年：ジョー・デイビス
- 1928年：ジョー・デイビス
- 1929年：ジョー・デイビス
- 1930年：ジョー・デイビス
- 1931年：ジョー・デイビス
- 1932年：ジョー・デイビス
- 1933年：ジョー・デイビス
- 1934年：ジョー・デイビス
- 1935年：ジョー・デイビス
- 1936年：ジョー・デイビス
- 1937年：ジョー・デイビス
- 1938年：ジョー・デイビス
- 1939年：ジョー・デイビス
- 1940年：ジョー・デイビス
- 1946年：ジョー・デイビス
- 1947年：ウォルター・ドナルドソン（英語版）
- 1948年：フレッド・デイビス（英語版）
- 1949年：フレッド・デイビス
- 1950年：ウォルター・ドナルドソン
- 1951年：フレッド・デイビス
- 1952年（BACC）：ホレス・リンドラム
- 1952年（マッチプレー）：フレッド・デイビス
- 1953年：フレッド・デイビス
- 1954年：フレッド・デイビス
- 1955年：フレッド・デイビス
- 1956年：フレッド・デイビス
- 1957年：ジョン・プルマン
- 1964年（チャレンジマッチ）：ジョン・プルマン
- 1965年：ジョン・プルマン
- 1966年：ジョン・プルマン
- 1968年：ジョン・プルマン
- 1969年：ジョン・スペンサー
- 1970年：レイ・リアドン（英語版）
- 1971年：ジョン・スペンサー
- 1972年：アレックス・ヒギンズ
- 1973年：レイ・リアドン
- 1974年：レイ・リアドン
- 1975年：レイ・リアドン
- 1976年：レイ・リアドン
- 1977年：ジョン・スペンサー
- 1978年：レイ・リアドン
- 1979年：テリー・グリフィス
- 1980年：クリフ・ソーバーン
- 1981年：スティーブ・デイビス
- 1983年：スティーブ・デイビス
- 1984年：スティーブ・デイビス
- 1985年：デニス・テイラー
- 1986年：ジョー・ジョンソン
- 1987年：スティーブ・デイビス
- 1988年：スティーブ・デイビス
- 1989年：スティーブ・デイビス
- 1990年：スティーブン・ヘンドリー（英語版）
- 1992年：スティーブン・ヘンドリー
- 1993年：スティーブン・ヘンドリー
- 1994年：スティーブン・ヘンドリー
- 1995年：スティーブン・ヘンドリー
- 1996年：スティーブン・ヘンドリー
- 1997年：ケン・ドハーティ
- 1998年：ジョン・ヒギンズ
- 1999年：スティーブン・ヘンドリー
- 2000年：マーク・ウィリアムス（英語版）
- 2001年：ロニー・オサリバン
- 2002年：ピーター・エブドン
- 2003年：マーク・ウィリアムス
- 2004年：ロニー・オサリバン
- 2005年：ショーン・マーフィー
- 2006年：グレイアム・ドット
- 2007年：ジョン・ヒギンズ
- 2008年：ロニー・オサリバン
- 2009年：ジョン・ヒギンズ
- 2010年：ニール・ロバートソン（英語版）
- 2011年：ジョン・ヒギンズ
- 2012年：ロニー・オサリバン
- 2013年：ロニー・オサリバン
- 2014年：マーク・セルビー（英語版）
- 2015年：スチュアート・ビンガム
- 2016年：マーク・セルビー
- 2017年：マーク・セルビー
- 2018年：マーク・ウィリアムス
- 2019年：ジャッド・トランプ
- 2020年：ロニー・オサリバン
- 2021年：マーク・セルビー
- 2022年：ロニー・オサリバン
- 2023年：ルカ・ブレセル
- 2024年：カイレン・ウィルソン
- 2025趙心童